# Coleocentrus
Coleocentrus is een geslacht van insecten uit de orde vliesvleugeligen (Hymenoptera) en de familie Ichneumonidae.

## Soorten
- C. albitarsus Sheng & Sun, 2010
- C. alpinus Chiu, 1971
- C. borcei Constantineanu, 1929
- C. caligatus Gravenhorst, 1829
- C. croceicornis (Gravenhorst, 1829)
- C. chipsanii (Matsumura, 1911)
- C. exareolatus Kriechbaumer, 1894
- C. excitator (Poda, 1761)
- C. flavipes (Provancher, 1874)
- C. fulvus Sheng & Luo, 2005
- C. gurnetensis Cockerell, 1921
- C. harringtoni Cushman, 1920
- C. heteropus Thomson, 1894
- C. incertus (Ashmead, 1906)
- C. karafutonis (Matsumura, 1911)
- C. lineacus Sheng & Shen, 2008
- C. manni Cushman, 1920
- C. nigriantennatus Sheng & Sun, 2010
- C. occidentalis Cresson, 1879
- C. pettiti Cresson, 1868
- C. quebecensis Provancher, 1874
- C. rufocoxatus Pratt, 1936
- C. rufus Provancher, 1876
- C. sixii Vollenhoven, 1873
- C. soldanskii Bischoff, 1915
- C. soleatus (Gravenhorst, 1829)